# Cantone di Ouroux-sur-Saône
Il Cantone di Ouroux-sur-Saône è una divisione amministrativa dell'Arrondissement di Chalon-sur-Saône.
È stato costituito a seguito della riforma approvata con decreto del 18 febbraio 2014, che ha avuto attuazione dopo le elezioni dipartimentali del 2015.

## Composizione
Comprende i 15 comuni di:
- L'Abergement-Sainte-Colombe
- Allériot
- Baudrières
- Châtenoy-en-Bresse
- Guerfand
- Lans
- Lessard-en-Bresse
- Montcoy
- Oslon
- Ouroux-sur-Saône
- Saint-Christophe-en-Bresse
- Saint-Germain-du-Plain
- Saint-Martin-en-Bresse
- Tronchy
- Villegaudin